# Josef Landgraf (Jurist)
Josef Landgraf (* 25. Mai 1843 in Bamberg; † 3. November 1914 in Heidelberg) war ein deutscher Jurist.

## Leben
Landgraf studierte nach dem Abitur Rechtswissenschaften in München. Seit dem Wintersemester 1862/63 war er Mitglied der musischen Studentenverbindung Akademischer Gesangverein München im SV.  Dort wurde er, nachdem er das Studium abgeschlossen hatte, Sekretär der Handels- und Gewerbekammer. Er gab gleichzeitig die Bayerische Handelszeitung heraus und war volkswirtschaftlicher Redakteur der Süddeutschen Presse.
1874 zog er nach Stuttgart, wo er als Rechtsanwalt sowie als Redakteur des Süddeutschen Börsen- und Handelsblatts und der Illustrierten Gewerbezeitung arbeitete. An der Polytechnischen Hochschule in Stuttgart lehrte Landgraf Volkswirtschaftslehre und Volkswirtschaftspolitik. Außerdem beriet er zahlreiche industrielle bzw. gewerbliche Interessenverbände, von denen er einige auch mitgründete, wie zum Beispiel den Württembergischen Künstlergewerbe-Verein. Ab 1879 war Landgraf dann stark in der Industrie- und Handelskammer in Mannheim engagiert. Dort hatte er von 1879 bis 1884 die Position des Syndikus inne. Zu den Verbänden, die Landgraf mitgründete, gehörte auch der Deutsche Verein für den Schutz des gewerblichen Eigentums, die spätere „Deutsche Vereinigung für gewerblichen Rechtsschutz und Urheberrecht“ (GRUR). Er war auch Mitglied des Vereins Deutscher Ingenieure (VDI), dem er mit der Gründung des Württembergischen Bezirksvereins des VDI im Jahr 1877 beigetreten war. Später gehörte er dem Rheingau-Bezirksverein des VDI an.
Ab 1894 war Landgraf nur noch als Dozent in Stuttgart und als Publizist aktiv. Später zog er nach Wiesbaden und anschließend nach Heidelberg.
In seinen Publikationen beschäftigte sich Landgraf hauptsächlich mit Fragen des Marken- und Patentschutzes.

## Schriften (Auswahl)
- Die Sicherung des Arbeits-Vertrages: eine juridisch-ökonomische Studie. Habel, Berlin 1873 (Deutsche Zeit- und Streitfragen; 30).
- Der Antheil der deutschen Handels- und Gewerbekammern an der wirtschaftlichen Entwicklung Deutschlands im letzten Decennium (1864–1873). Mauke, Jena 1874.
- (Hrsg.): Deutsches Reichsgesetz betreffend den Markenschutz vom 30. November 1874 (gültig ab 1. Mai 1875): unter eingehender Berücksichtigung der offiziellen Quellen, der reichs- (handels- und straf-) rechtlichen Spruchpraxis wie der bisherigen einschlägigen Fachliteratur insbesondere auch der vom Bundesrathe erlassenen Ausführungsverordnung vom 8. Febr. 1875. Metzler, Stuttgart 1875.
- Musterrecht und Musterschutz: eine historisch-dogmatische Studie nebst einem Gesetz-Entwurf für das Deutsche Reich, Leipzig 1875.
- (Hrsg.): Die Handels- und Industriegesetzgebung des deutschen Reichs: eine Handbibliothek für den Kaufmann und Fabrikanten. Beck, Nördlingen 1877.
- Der Verkehr mit Nahrungsmitteln, Genußmitteln und Gebrauchsgegenständen auf Grund des deutschen Reichsgesetzes vom 14. Mai 1879: gemeinfaßlich erläutert vornehmlich für den Handels- und Gewerbestand unter eingehender Berücksichtigung der Verfälschungspraxis der neuesten Jahre. Metzler, Stuttgart 1879.
- Gegen den Unterscheidungszoll: kritische Bemerkungen zur Schrift von Mosle "der Unterscheidungszoll", Mit besonderer Beziehung auf den Rheinverkehr. Stuber, Würzburg 1881.
- Mannheim und Ludwigshafen mit Umgebung. Städtebilderverlag, Zürich 1889 (Städtebilder und Landschaften aus aller Welt; 82/83) (Digitalisat).
- Reichsgesetz zum Schutz der Waarenbezeichnungen vom 12. Mai 1894 einschließlich der erlassenen bundesräthlichen und patentamtlichen Verordnungen vom 30. Juni bezw. 21. Juli 1894 nebst den nöthigen Formularien. Metzler, Stuttgart 1894.
- Reichsgesetze, betreffend die privatrechtlichen Verhältnisse der Binnenschifffahrt und der Flösserei: vom 15. Juni 1895. Siemenroth & Troschel, Berlin 1896.
- Papier-Holz contra Säge- und Rund-Holz: ein Beitrag zur Entwicklungs-Geschichte der deutschen Industrie. Siemenroth & Troschel, Berlin 1897.
- Papier-Holzschliff und seine zollpolitische Würdigung. Vereins-Druckerei, Mannheim 1901.
- Mannheim am Scheidewege? Gedankenspähne über die volkswirthschaftliche Entwicklung von Mannheim unter Großherzog Friedrich von Baden 1852–1902. Bensheimer, Mannheim [1902].
- Der Rheinauhafen oberhalb Mannheim (1896–1906): eine volkswirtschaftliche Studie anläßlich des 80. Geburtstags des Großherzogs Friedrich von Baden. Bensheimer, Mannheim 1906.